# Palácio

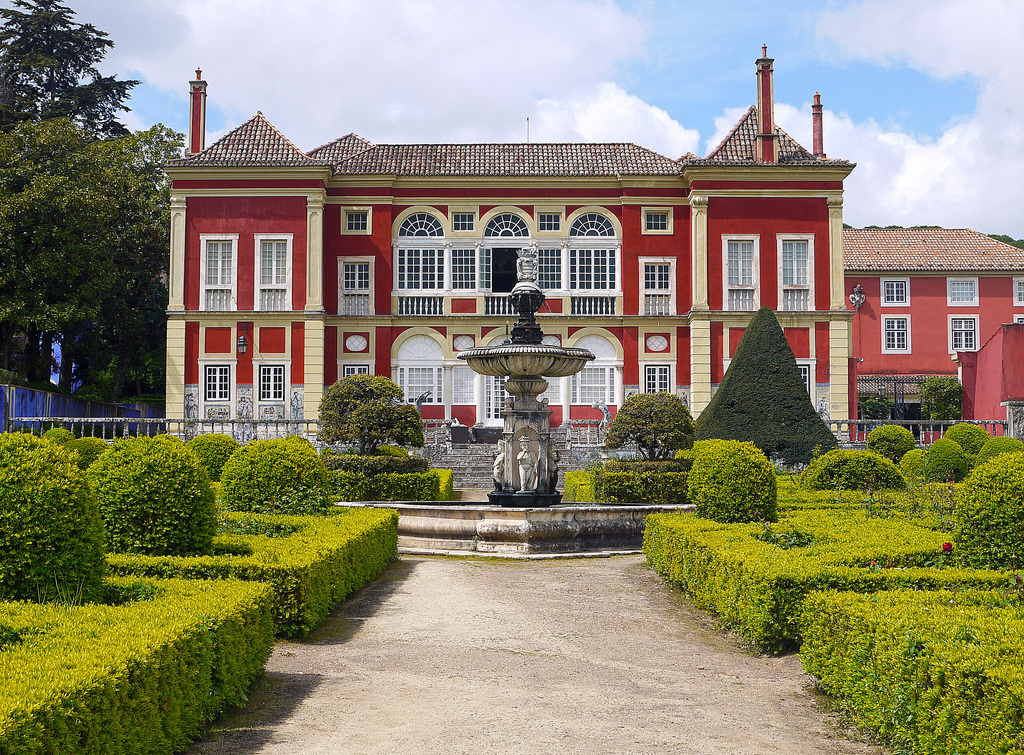
O Palácio dos Marqueses de Fronteira em Lisboa.

Palácio ou Paço é um edifício sumptuoso  às vezes destinado à habitação de um chefe de Estado ou chefe de governo, assim como paço ou solar de alguns nobres, bispos e patriarcas. Também podem ser utilizados como parlamento. Existem também alguns palácios que perderam seu uso original e podem servir como museus, centros culturais, hotéis e outros.

## Palácios no mundo

### Brasil
Há palácios modernos e dos períodos colonial e imperial, sendo os mais conhecidos o Paço de São Cristóvão, localizado na Quinta da Boa Vista, no Rio de Janeiro e o palácio onde funciona o Museu Imperial de Petrópolis, na região serrana do Rio de Janeiro. Ainda na cidade do Rio de Janeiro, há o Palácio do Catete, sede da Presidência da República até a transferência da capital federal para Brasília, o Palácio Guanabara, ex-residência oficial de D. Isabel de Bragança, Princesa Imperial do Brasil, e atual sede do Governo do Estado do Rio de Janeiro, além do Palácio Tiradentes, localizado na Rua Primeiro de Março, no centro da cidade.
A cidade de Manaus, capital do Amazonas, abriga três palácios históricos: Palácio da Justiça, Palácio Rio Branco e Palácio Rio Negro.
Há também o Palácio dos Leões, edifício-sede do governo do Maranhão.
Em Brasília, o Palácio do Planalto, sede da presidência da República, o Palácio Itamaraty, sede do Ministério das Relações Exteriores  e o Palácio da Alvorada, residência oficial do Presidente da República, são os mais conhecidos da capital federal do Brasil.
Ainda no Centro-oeste, em Goiânia, o Palácio Pedro Ludovico Teixeira,  antigamente conhecido como Centro Administrativo, é um prédio com 10 andares, localizado na Praça Cívica, no centro da cidade.
No sul do Brasil, em Porto Alegre, capital do Rio Grande do Sul, o Palácio Piratini abriga a sede do Governo do Estado. Em Curitiba, o Palácio Iguaçu abriga a sede do governo do estado do Paraná.

### Estados Unidos
Palácios nos Estados Unidos incluem a Casa Branca, a residência oficial do presidente, e as residências oficiais de muitos governadores e bispos católicos romanos. Alguns palácios de antigos chefes de estado, como os dos governadores coloniais ingleses e espanhóis e da família real havaiana ainda existem.
Há porém muitos edifícios ou mansões particulares nos Estados Unidos, que não devem ser chamados de "palácios", pois apesar de terem a grandeza típica de um palácio nunca foram usados como residências oficiais do presidente do país, dos governadores de estados ou de bispos católicos.

### França
Na França, os castelos recebem o nome de Château e os palácios recebem o nome de palais. As estruturas definidas como palácios ou palais geralmente se localizam nos centro urbanos, como o Conciergerie em Paris e o Palácio dos Papas em Avinhão. As construções definidas como châteaux se localizam nas zonas rurais como o Château de Chantilly e o Château de Amboise.

### Índia

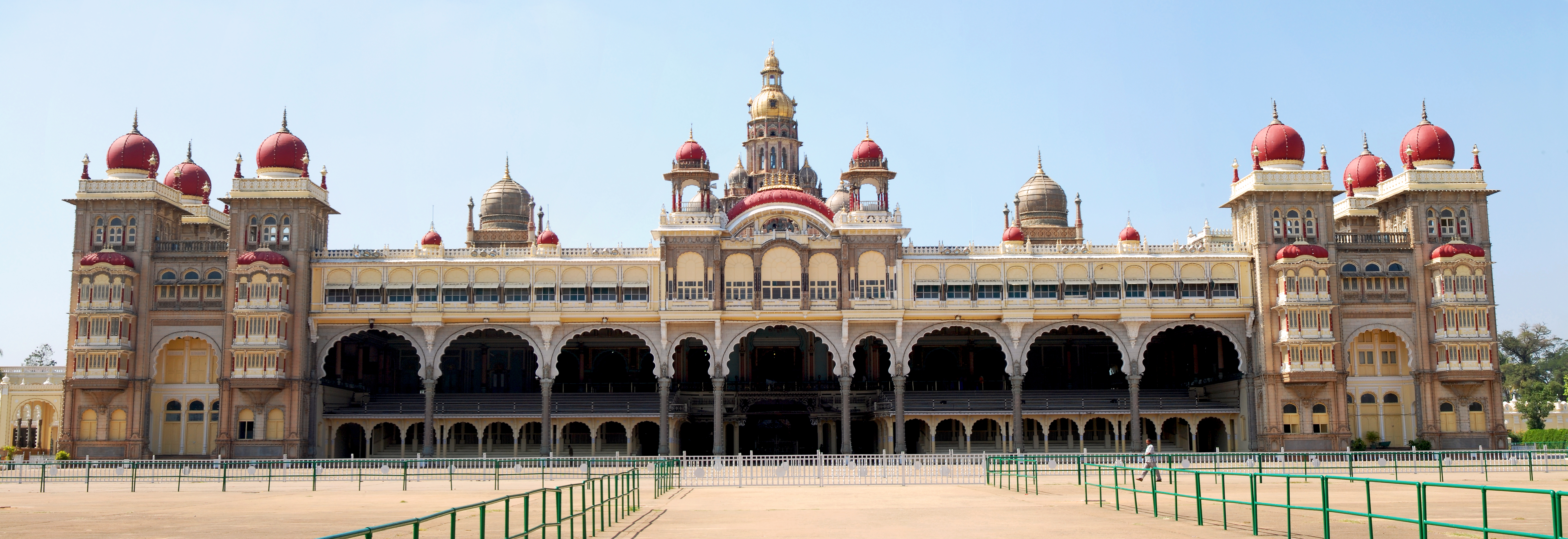
Palácio de Mysore.

Em algumas partes do mundo as construções do período antigo foram destruídas ou se encontram em ruínas, porém na Índia essas construções tem destaque como parte fundamental da história do país. Os mais conhecidos são o Palácio de Mysore e o Rashtrapati Bhavan sede governamental.

### Itália
Na Itália, qualquer prédio urbano construído como uma residência é chamada palazzo. Não era necessário ser um nobre para sua casa ser chamada palazzo. Na cidade de Veneza, a maioria dos palácios pertenciam aos nobres. Os mais conhecidos são o Palácio do Quirinal, o Ca' da Mosto, o Palazzo Vecchio e o Ca' d'Oro.

### México
A capital do México, a Cidade do México, é tradicionalmente apelidada de "Cidade dos Palácios"; nela se encontra o Palácio Nacional, localizado na praça principal da Cidade do México, a Praça da Constituição, construída em 1563, no coração da capital mexicana. Em 1821, o palácio recebeu seu nome atual e os poderes executivo, legislativo e judiciário do governo foram abrigados no palácio; os dois últimos ramos acabariam por residir em outro lugar. O Palácio Nacional continua a ser a sede oficial da autoridade executiva, embora não seja mais a residência oficial do presidente do país.
Também na Cidade do México há o Castelo de Chapultepec, localizado no meio do Parque Chapultepec, que atualmente abriga o Museu Nacional Mexicano de História. É o único castelo, ou palácio, na América do Norte que foi ocupado por monarcas - o imperador Maximiliano I do México, um membro da Casa de Habsburgo e sua consorte, a imperatriz Carlota do México, filha de Leopoldo I da Bélgica.

### Portugal

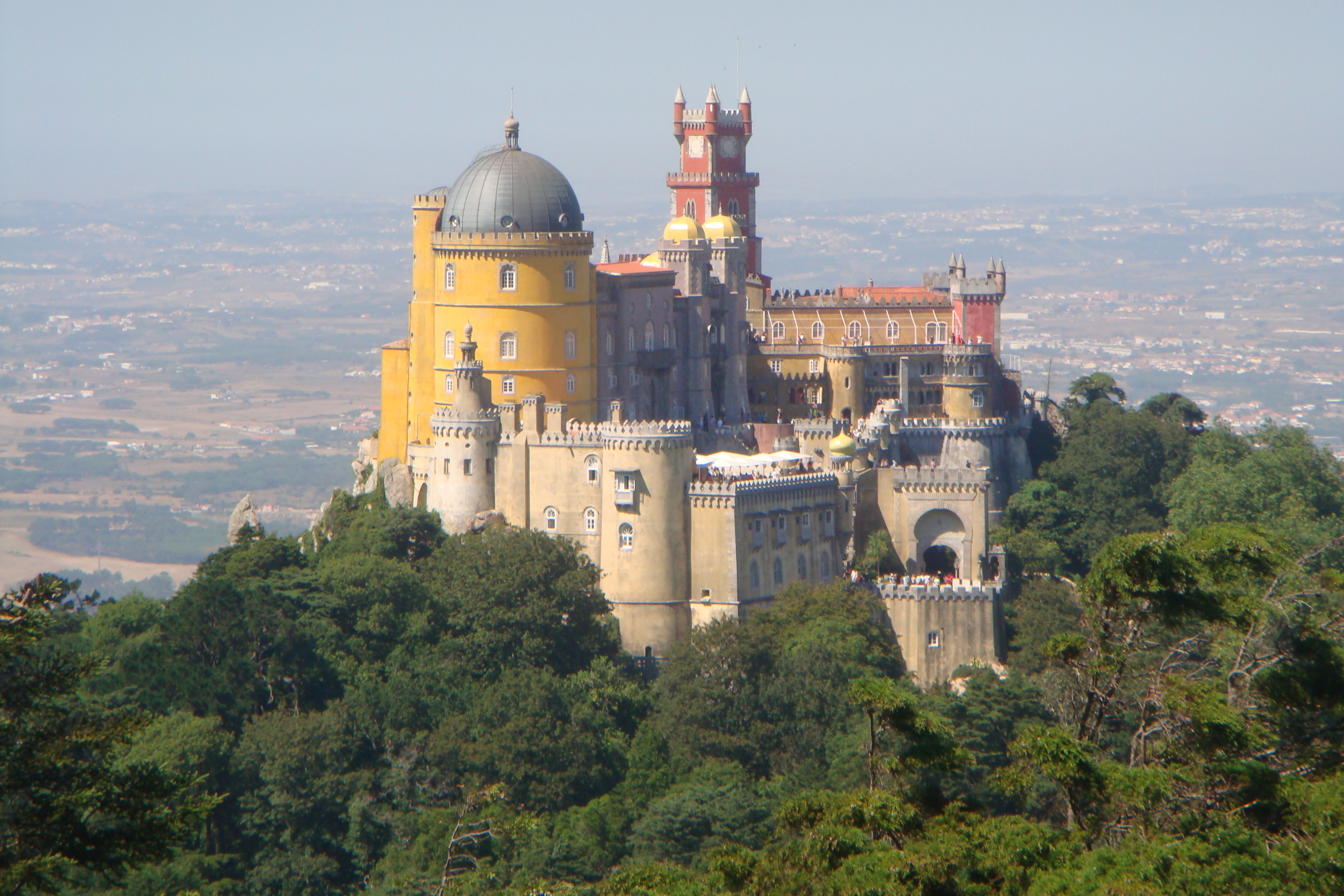
O Palácio Nacional da Pena, em Sintra.

Os palácios mais conhecidos ou mais visitados em Portugal são, nomeadamente, o Palácio Nacional de Sintra, o Palácio Nacional da Pena igualmente em Sintra, o Palácio da Ajuda, o Palácio das Necessidades, o Palácio dos Marqueses de Fronteira, o Palácio de Belém, residência oficial do Presidente da República Portuguesa, o Palácio de São Bento, sede da Assembleia da Republica de Portugal, todos em Lisboa, o Palácio de Vila Viçosa e o Paço dos Duques de Bragança (Guimarães), o Palácio Nacional de Mafra, o Palácio de Queluz, o Palácio da Bolsa no Porto, e o Palácio da Brejoeira em Monção.

### Reino Unido

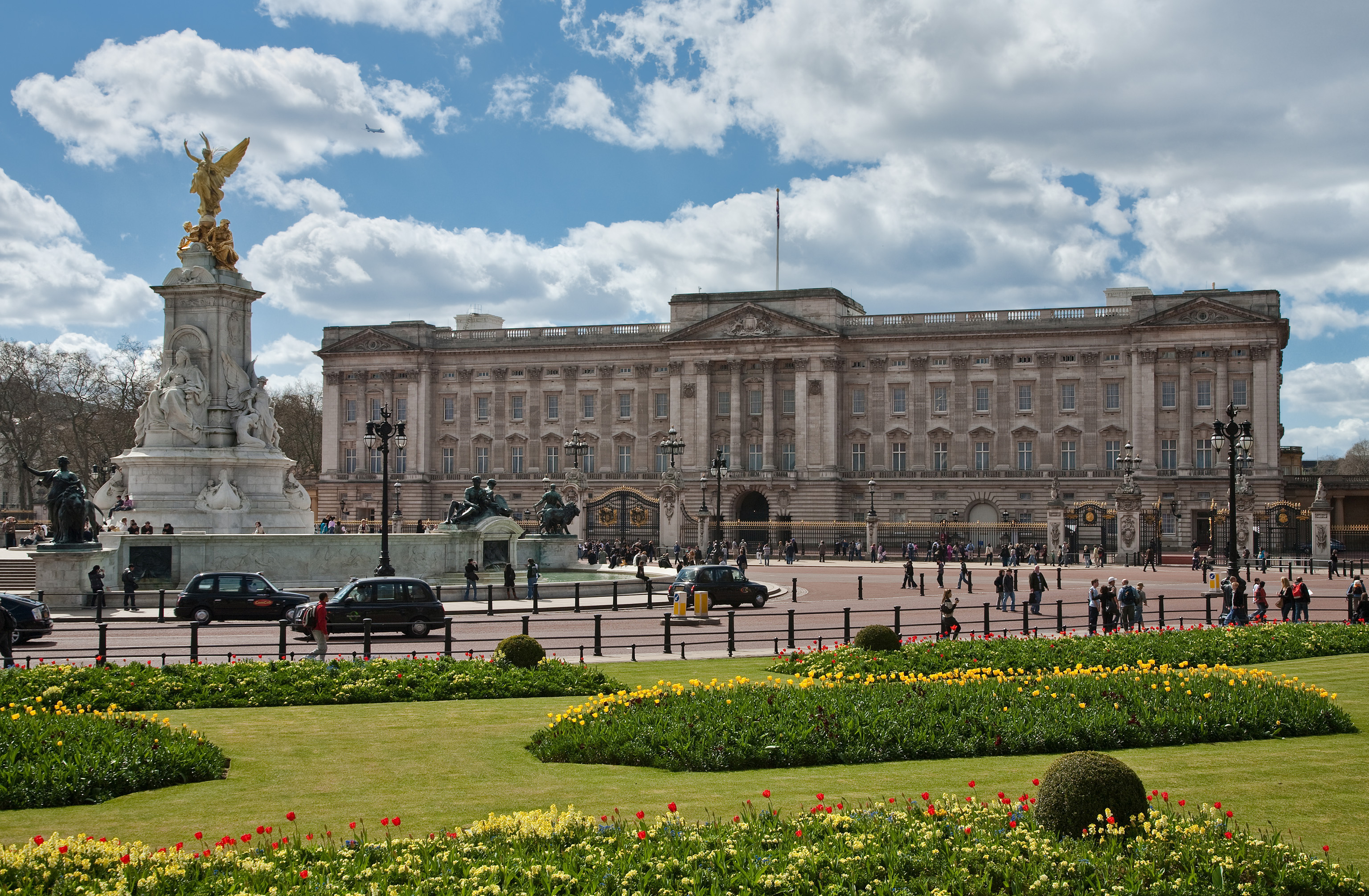
O Palácio de Buckingham, em Londres, a residência oficial da rainha do Reino Unido.

No Reino Unido, por acordo tácito, não houve "palácios", exceto os utilizados como residências oficiais da realeza e da Igreja Anglicana. No entanto, nem todos os palácios usam o termo em seu nome como, por exemplo, o Palácio de Holyrood na Escócia. Os mais famosos são o Palácio de Buckingham, Palácio de Blenheim, Palácio de Westminster e o Kensington Palace.

### Outros
O Palácio do Parlamento, na Romênia é o maior palácio do mundo.